# Live At Symphonica In Rosso
Live At Symphonica in Rosso is het derde livealbum van de Nederlandse zangeres Anouk. Het album verscheen op 14 maart 2014 via Anouks eigen platenmaatschappij, Goldilox Music.
Dit livealbum is opgenomen tijdens de Symphonica in Rosso-concerten op 16 en 19 december 2013, in het Ziggo Dome te Amsterdam. Samen met Guido's Orchestra bracht Anouk haar nummers in speciale arrangementen. Het is de eerste keer dat Anouk concerten gaf met een orkest.
Met dit album stond Anouk voor de tiende keer op nummer 1 in de Album Top 100.

## Tracklist[1]

### Album: lied
- Together Alone (1997): Nobody's Wife
- Urban Solitude (1999): Michel
- Hotel New York (2004): One Word, Girl, Lost
- Who's Your Momma (2007): Modern World, If I Go
- For Bitter Or Worse (2009): Woman, For Bitter Or Worse, Three Days In A Row
- To Get Her Together (2011): Down & Dirty, I'm A Cliché, Killer Bee
- Sad Singalong Songs (2013): The Rules, The Good Life, Are You Lonely, Kill, Birds, Pretending As Always

- Paradise And Back Again (2014): I Won't Play That Game, Wigger
- Wrecks We Adore van Trijntje Oosterhuis: Nothing At All